# Ед'юкейшн (футбольний клуб)
Ед'юкейшн (англ. Education Football Club) — бутанський футбольний клуб, який виступав в А-Дивізіоні, вищому дивізіоні чемпіонату Бутану, але в 2012 році А-Дивізіон змінила Національна ліга Бутану. Домашні матчі проводить на столичному стадіоні «Чанглімітанг».

## Історія
У першому розіграші А-Дивізіону фінішували на останньому, 10-му, місці. У 9-ти зіграних матчах «Ед'юкейшн» чотири рази зіграв внічию та зазнав 5-ти поразок. Вони закінчили сезон з найнижчою кількістю забитих м'ячів разом з «Янгченгпхуг Колледж», забив лише п’ять м'ячів, але зуміли здобути нічию проти «Хелс Скул», «T. I. and Power», «Янгченгпхуг Колледж» та «Королівської поліції Бутану». Дані про змагання, які проводилися з 1987 по 1995 рік відсутні, отож невідомо чи виступав «Ед'юкейшн» у вище вказаний період, але після 1995 року за відомою інформацією команда не грала.